# Каннуси
Каннуси (яп. 神主, изначальное произношение — «камунуси»), также называемый синсёку (яп. 神職) — человек, отвечающий за содержание синтоистского святилища и поклонение ками. Символы в слове «каннуси» могут быть также прочитаны как «дзинсу», с тем же самым значением.

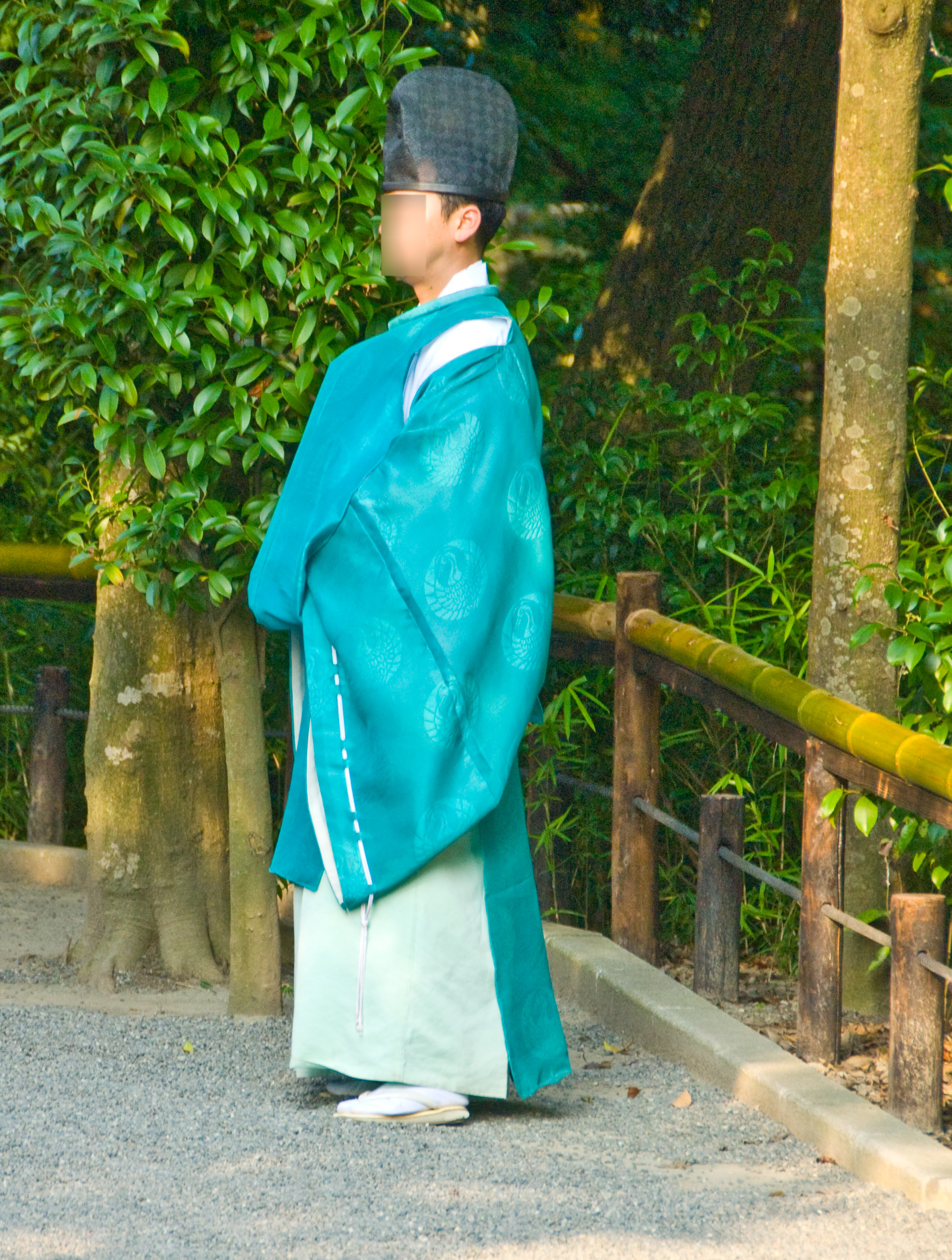
Каннуси в одежде каригину и шапке эбоси

Существовало четыре главных рода каннуси — Накатоми, Имбэ, Сарумэ и Урабэ. Первые три, как считалось, вели свою родословную от богов, участвовавших в извлечении Аматэрасу из грота. Накатоми происходил от Амэ-но коянэ. Имбэ почитали своим предком божество Амэ-но футодама. Сарумэ — Амэ-но удзумэ. Последний, четвертый род Урабэ считается отделившимся от рода Накатоми (хотя последние исследования показывают обратное). Самым главным считался род Накатоми. Не меньшим влиянием пользовалась их светская ветвь, знаменитый род Фудзивара.
Первоначально каннуси выступал посредником ками, доносившим божественную волю до простых смертных. Он был чудотворцем или святым, который благодаря своей практике очищающих ритуалов достиг способности быть медиумом для ками. Позднее термин «каннуси» эволюционировал, став синонимом «синсёку» — человека, работающего в святилище и отвечающего за религиозные церемонии.
В древности, благодаря пересечению политической и религиозной власти, в роли каннуси выступал глава клана, который возглавлял членов клана на время религиозных церемоний. Порой это могло быть другое официальное лицо. Позднее роль каннуси стала более специфичной. Термин «каннуси» фигурирует как в Кодзики, так и в Нихон сёки. Согласно этим текстам, каннуси становились императрица Дзюнгу и император Судзин. В одном и том же храме может быть несколько различных типов каннуси. Так, например, в Исэ Дзингу или святилище Омива можно встретить о-каннуси (яп. 大神主), со-каннуси (яп. 総神主) и гон-каннуси (яп. 権神主).

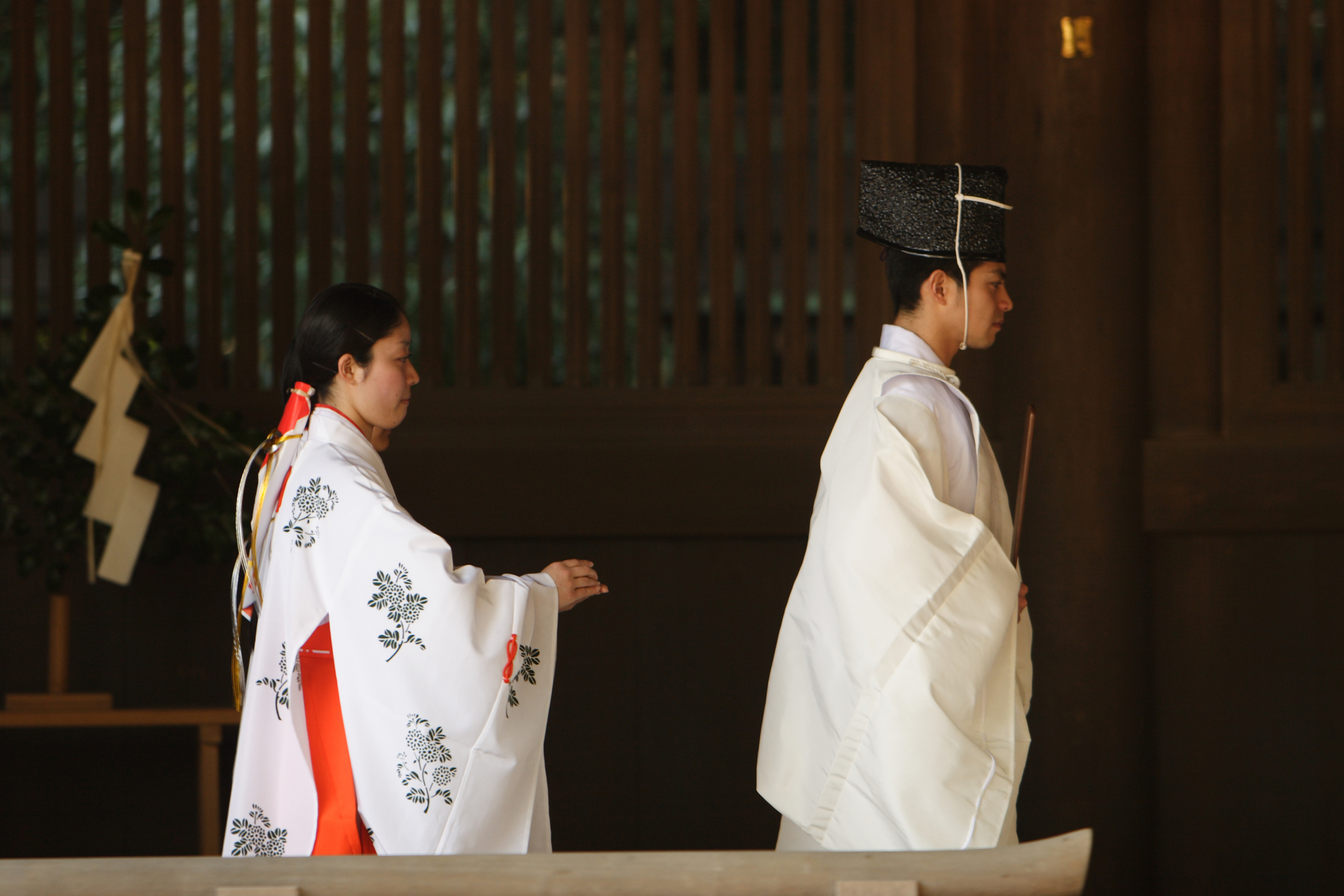
Каннуси, одетый в дзёэ, в сопровождении мико

Каннуси могут жениться, и обычно их дети наследуют их должность. Хотя эта практика ныне не имеет официального статуса, она по-прежнему существует. Одежда каннуси, такая как эбоси (яп. 烏帽子), каригину (яп. 狩衣 «одежда для охоты», охотничья одежда аристократов в Эпоху Хэйан) и дзёэ (яп. 浄衣, белый каригину) не имеет какого-либо религиозного смысла. Это всего лишь официальная одежда, в прошлом использовавшаяся при императорском дворе. Это подчеркивает близкую связь между культом ками и фигурой императора.
Костюмы делятся на три категории в зависимости от торжественности ситуации: дзёсай (обычное одеяние) надевают для повседневных ритуалов (сёсай), рэйсо (ритуальное одеяние) — на средние праздники (тюсай) и сэйсо (парадное одеяние) — во время больших праздников (тайсай). Обычный комплект одежды состоит из платья китайского образца (кимоно каригину или дзёэ), укороченных хакама и чёрной шапочки эбоси. Хакама окрашены в зависимости от ранга священника: низшим полагается голубой, а высшим — фиолетовое. На главные праздники надевают платье сэйсо с шапкой каммури и пояском хо, в руках держат веер. На средние праздники каннуси одеваются похоже, но без веера и пояска. Рэйсо, также называемый сайфуку, напоминает сэйсо, но только белого цвета. Любое одеяние включает в себя деревянный жезл сяку и лакированные деревянные башмаки асагуцу. Мико носят белое кимоно до лодыжек и ярко-красные широкие хакама. Для торжественных случаев женщины надевают жакет утики или суйкан (похожее на карагину). К утики-хакама положен веер хиоги, к суйкан ― веер бомбори. Женская обувь называется мокури.
Другие предметы, используемые каннуси, включают в себя жезлы сяку и онуса. Во время исполнения религиозных обрядов каннуси помогают жрицы мико.
Стать каннуси можно, пройдя обучение в одном из двух синтоистских университетов Японии: Кокугакуин в Токио и Когаккан в Исэ. Длительность обучения в них варьируется от 1 до 2 лет, а учебный план соответствует требованиям, выдвигаемым «Ассоциацией синтоистских храмов». Но существует и ряд других программ, предлагающих пройти ускоренные курсы вплоть до одного месяца, после чего студент получает сертификат, предварительно сдав экзамен. Некоторые храмы предоставляют возможность пройти аккредитацию каннуси у них. В настоящее время существует пять разновидностей каннуси, отличающихся друг от друга опытом и знаниями: гудзи (верховный священник), его помощник гонгудзи, старший и младший священники нэги и гоннэги, а затем каннуси. Также действует шкала из пяти официальных рангов. Некоторые священнослужители работают неполный рабочий день или добровольно. В повседневной жизни они не носят ритуальную одежду, не имеют ограничений во вступлении в брак и не практикуют аскезу.
Каннуси разрешено становиться не только мужчинам, но и женщинам. При этом вдовы могут наследовать должность своего покойного мужа.